# هجوم حي الصفا (2019)
في يوم 16 فبراير 2019 قام تنظيم الدولة الإسلامية بتنفيذ هجوم مسلح على كمين «جودة - 3» بحي الصفا، بالقرب من مطار العريش. أسفر الهجوم عن مقتل 7 من المهاجمين و15 من قوات الأمن المصرية بينهم ضابط.